# Alppaviljongen

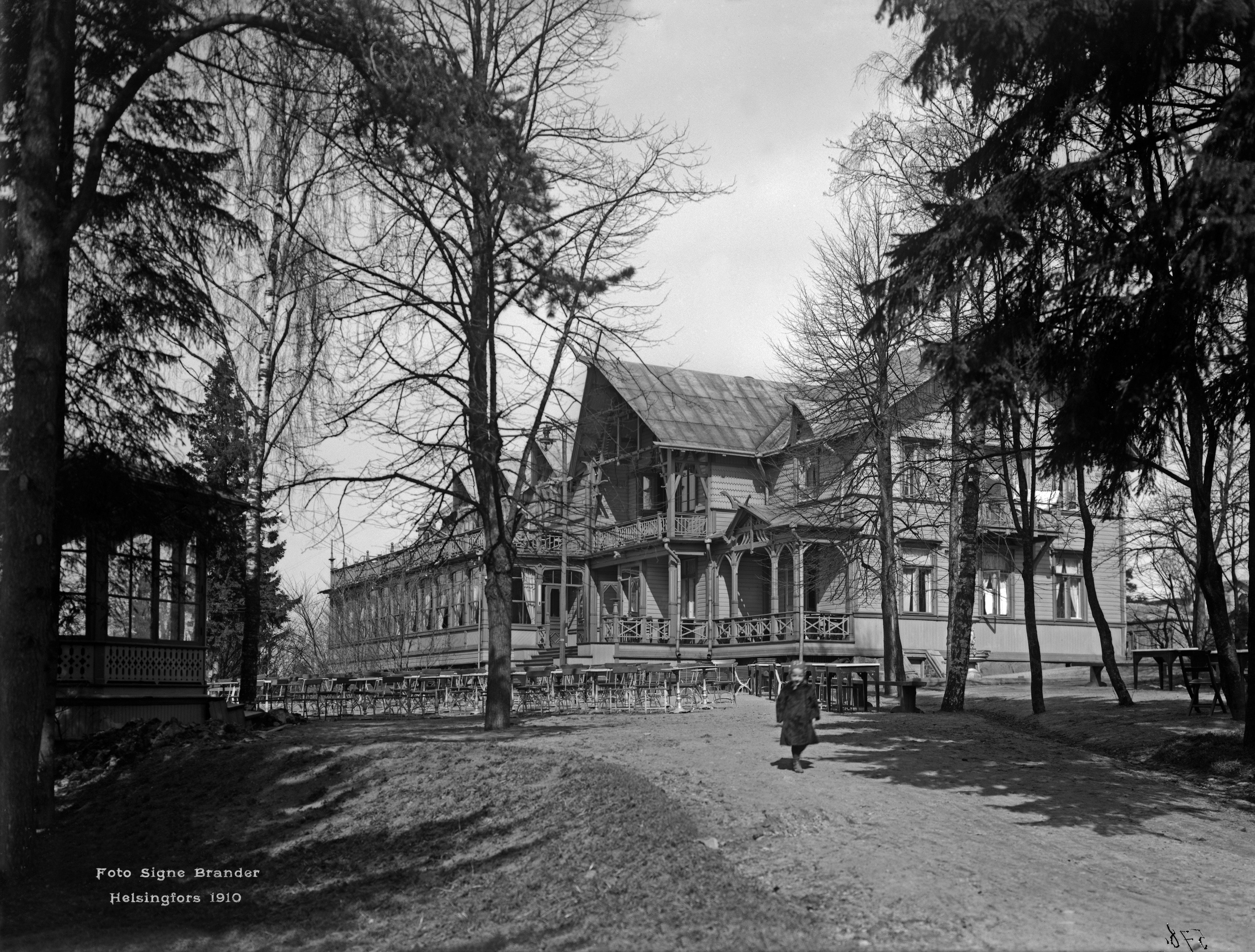
Alphyddan, 1910. Foto: Signe Brander.

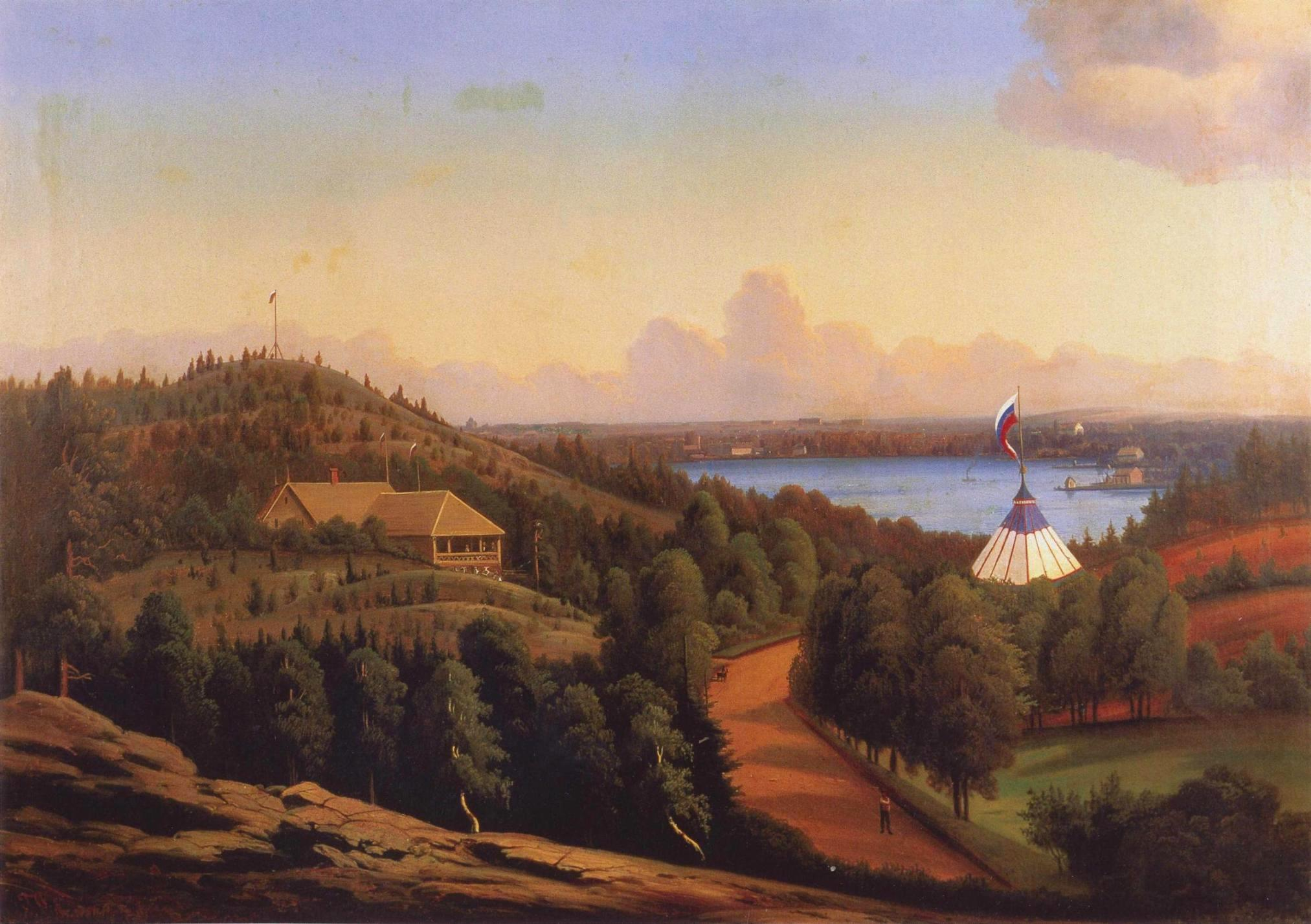
Thorsten Waenerbergs målning av den södra delen av nuvarande Alpparken, 1876. Till vänster ligger restaurangen Alphyddan, till höger Kejsarpaviljongen och i bakgrunden Borgbacken och Tölöviken.

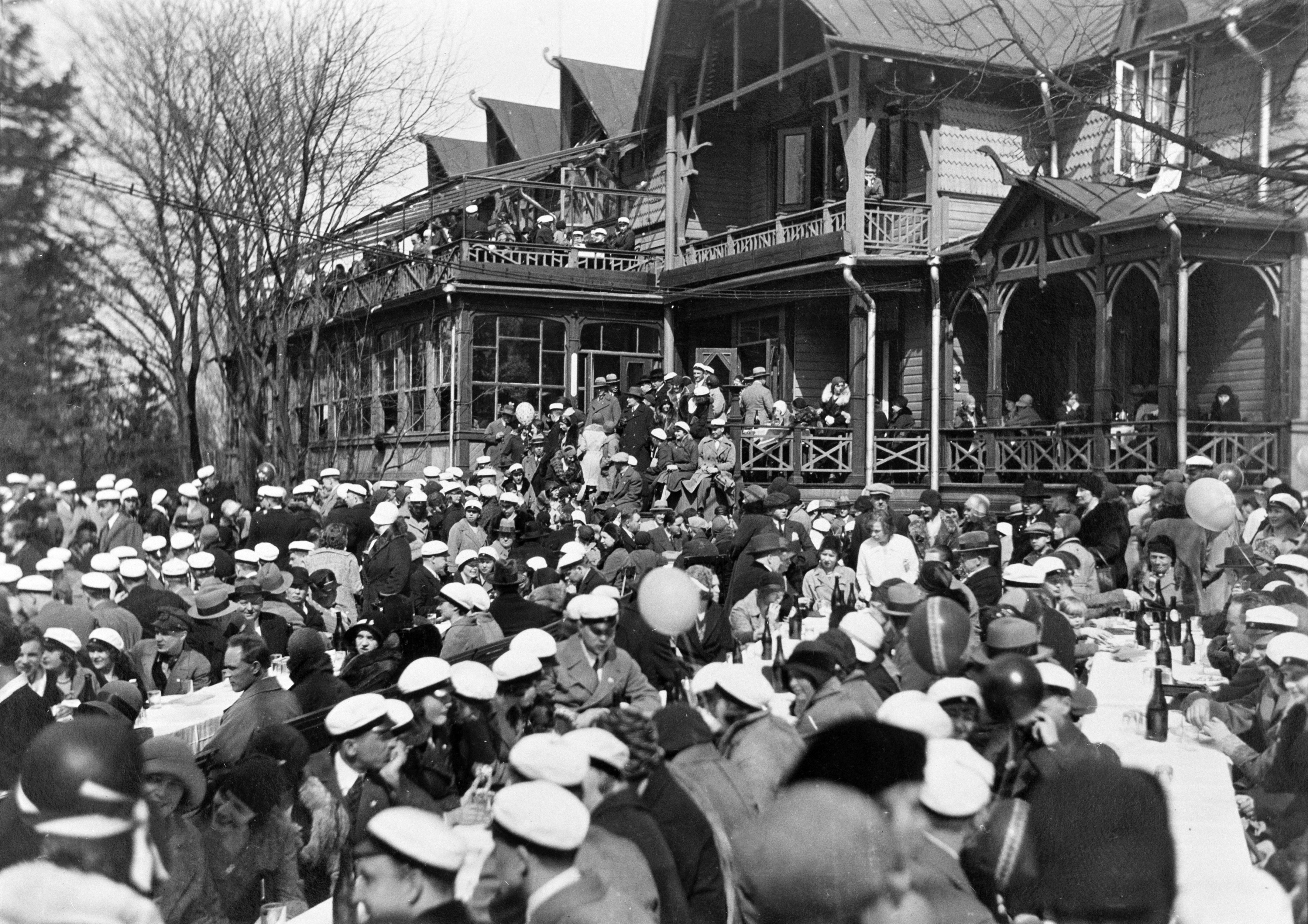
Studentfirande i Alphyddan, 1928. Foto: Sakari Pälsi.

Alppaviljongen, också Alphyddan (finska: Alppipaviljonki respektive Alppila), var ett utvärdshus i Helsingfors, som låg i Alpparken, norr om Tölöviken.
Restaurang Alphyddan ritades av Hampus Dahlström i schweizerstil och invigdes sommaren 1870. Den uppfördes av Bolaget för Thölö Parkanläggning (Djurgårdsbolaget eller Tölö parkbolag), som leddes av Henrik Borgström. Den var en del av ett ambitiöst privat projekt för att bygga en park med en badanläggning i det obebyggda bergiga området norr om Tölöviken. Det 1852 bildade Bolaget för Thölö Parkanläggning arrenderade för detta ändamål ett stort område. Efter ett antal års investeringar genomförde bolaget en nyemission 1863. 
Badanläggningen förverkligades inte, men Alpparken och Alppaviljongen, som bolaget hade uppfört 1870, var populära. Restaurangbyggnaden brann ned 1875, men återuppbyggdes snabbt för att stå klar till tsar Alexander II:s väntade besök på Finlands allmänna industriutställning i juli 1876. Den nya byggnaden ritades av Theodor Decker. Alppaviljongen brann ner igen i november 1897. Restaurangen ägdes då av Finska Trädgårdsföreningen, som beställde nya ritningar till en något större byggnad av Theodor Decker.
Restaurangens omgivning utformades för att vara trädgårdsliknande. Sommartid gjordes arrangemang  med stora dekorativa växter, planterade i krukor enligt tidens stil. Alppaviljongen brann ner igen 1951, men byggdes denna gång inte upp igen.
| ”                               | .. parkens lilla restaurang Alphyddan, som har byggts på sluttningen av en kulle med barrträd. Vägen leder till Alperna, ca 43 meter höga kullar med en vid, mycket vacker utsikt, som öppnar sig över parken och bukten och en stor del av Helsingfors, som höjer sig lysande över Kajsaniemi över gröna dungar. Speciellt, försumma inte att besöka denna unga och halvfärdiga, men i ett väl belägna Helsingfors största park, där du även kan ta turer i vagnar och till häst. | „ |
| – Finska turistföreningen, 1889 | |   |

## Studentfirande
Restaurang Alphyddan blev känd som den plats där finskspråkiga studenter firade första maj, från 1880-talet fram till 1927, medan de svenskspråkiga studenterna i Helsingfors fortsatte att samlas i den traditionella lokaliteten Restaurang Kajsaniemi. År 1927 flyttades de finskspråkiga studenternas första maj-firande till Brunnsparken.